# Halebeedu, Belur
Halebeedu là một làng thuộc tehsil Belur, huyện Hassan, bang Karnataka, Ấn Độ.